# روبرت ريتشاردسون
روبرت ريتشاردسون (بالإنجليزية: Robert Coleman Richardson)‏ هو عالم فيزياء أمريكي حاز على جائزة نوبل للفيزياء عام 1996 بالمشاركة مع دافيد لي ودوجلاس أوشيروف عن «اكتشافهم الميوعة الفائقة للهيليوم-3».
ولد روبرت ريتشاردسون في 26 يونيو 1937 في العاصمة واشنطن وتعلقت أبحاثه بدراسة خواص المادة عند درجات الحرارة المنخفضة جدا القريبة من درجة الصفر المطلق. وتوصل إلى اكتشافه الميوعة الفائقة للهيليوم-3الذي توصل إليه بالتعاون مع دافيد لي عام 1972 وأجريا أبحاثهما في معامل جامعة كورنيل.
توفي في 19 فبراير 2013.

## روابط خارجية
- روبرت ريتشاردسون على موقع الموسوعة البريطانية (الإنجليزية)
- روبرت ريتشاردسون على موقع مونزينجر (الألمانية)
- روبرت ريتشاردسون على موقع إن إن دي بي (الإنجليزية)